# Copa Ciutat de Melzo
La Copa Ciutat de Melzo (en italià Coppa Città di Melzo ) és una competició ciclista italiana d'un sol dia que es disputa pels voltants de la ciutat de Melzo a la Llombardia.

## Palmarès
| Any  | Vencedor               | Segon            | Tercer            |
| ---- | ---------------------- | ---------------- | ----------------- |
| 1976 | Dino Porrini           |                  |                   |
| 1977 | Agostino Bertagnoli    |                  |                   |
| 1978 | D. Sala                |                  |                   |
| 1979 | Agostino Gambirasio    |                  |                   |
| 1980 | Guido Bontempi         |                  |                   |
| 1981 | Claudio Golinelli      |                  |                   |
| 1982 | Manrico Ronchiato      |                  |                   |
| 1983 | P. Diurno              |                  |                   |
| 1984 | F. Orsi                |                  |                   |
| 1985 | Walter Brugna          |                  |                   |
| 1986 | Daniele Silvestri      |                  |                   |
| 1987 | Ettore Badolato        |                  |                   |
| 1988 | Fabrizio Trezzi        |                  |                   |
| 1989 | Giuseppe Ghilardi      |                  |                   |
| 1990 | M. Lavagni             |                  |                   |
| 1991 | Giovanni Lombardi      |                  |                   |
| 1992 | Mario Traversoni       |                  |                   |
| 1993 | Maurizio Tomi          |                  |                   |
| 1994 | Gianfranco Contri      |                  |                   |
| 1995 | Giancarlo Raimondi     |                  |                   |
| 1996 | Enrico Bonetti         |                  |                   |
| 1997 | Cristian Bianchini     |                  |                   |
| 1998 | Enrico Degano          |                  |                   |
| 1999 | Nicola Chesini         |                  |                   |
| 2000 | Cristian Bianchini     |                  |                   |
| 2001 | Roberto Gotti          |                  |                   |
| 2002 | Paride Grillo          |                  |                   |
| 2003 | Marco Menin            |                  |                   |
| 2004 | Danilo Napolitano      |                  |                   |
| 2005 | Alessandro Formentelli |                  |                   |
| 2006 | Marco Giuseppe Baro    | Marco Corsini    | Giovanni Carini   |
| 2007 | Edoardo Costanzi       | Enrico Montanari | Alain Lauener     |
| 2008 | Samuele Marzoli        | Filippo Baggio   | Edoardo Costanzi  |
| 2009 | Giacomo Nizzolo        | Matteo Pelucchi  | Edoardo Costanzi  |
| 2010 | Andrea Guardini        | Marco Amicabile  | Nicola Ruffoni    |
| 2011 | Marco Amicabile        | Cristian Rossi   | Marco Zanotti     |
| 2012 | Cristian Rossi         | Nicola Ruffoni   | Marco Amicabile   |
| 2013 | Nicola Ruffoni         | Mattia Marcelli  | Alessandro Forner |
| 2014 | Jakub Mareczko         | Simone Consonni  | Alberto Cornelio  |
| 2015 | Riccardo Minali        | Francesco Lamon  | Luca Pacioni      |